# لوتشيانو ميلو
لوتشيانو ميلو (بالإيطالية: Luciano Milo)‏ هو راقص على الجليد إيطالي، ولد في 29 أبريل 1980 في روما في إيطاليا.

## وصلات خارجية
- لوتشيانو ميلو على موقع الاتحاد الدولي للتزلج (الإنجليزية)